# Sáric, Sonora
Sáric là một đô thị thuộc bang Sonora, México. Năm 2005, dân số của đô thị này là 2486 người.